# Lac Obrom
Le lac Obrom fait partie des Lacs d'Ounianga entre les massifs du Tibesti et de l'Ennedi, au Tchad.